# Heraclia perpallida
Heraclia perpallida är en fjärilsart som beskrevs av Jordan 1913. Heraclia perpallida ingår i släktet Heraclia och familjen nattflyn. Inga underarter finns listade i Catalogue of Life.